# Comunes (Chile)
Comunes fue un partido político chileno de izquierda fundado en 2019 producto de la fusión de Poder Ciudadano (Poder) y la Izquierda Autónoma (IA), ambos integrantes del Frente Amplio (FA). El 14 de junio de 2024 el partido fue disuelto por el Servicio Electoral de Chile luego de un fallo del Tribunal Calificador de Elecciones sobre faltas graves y reiteradas.

## Historia

### Origen
En septiembre de 2018 el movimiento Izquierda Autónoma y el partido Poder Ciudadano anunciaron su fusión, buscando formar un nuevo partido «de izquierda feminista, popular y democrático» al interior del Frente Amplio. El lanzamiento oficial de Comunes se realizó el 20 de enero de 2019 en el Teatro Azares.  Al momento de su presentación oficial estaba activo en las regiones de Arica y Parinacota, Tarapacá, Antofagasta, Atacama, Valparaíso, Metropolitana, Los Ríos y Los Lagos, donde se encontraba constituido legalmente el partido Poder Ciudadano, salvo Los Ríos.

Colectivos fundadores de Comunes.
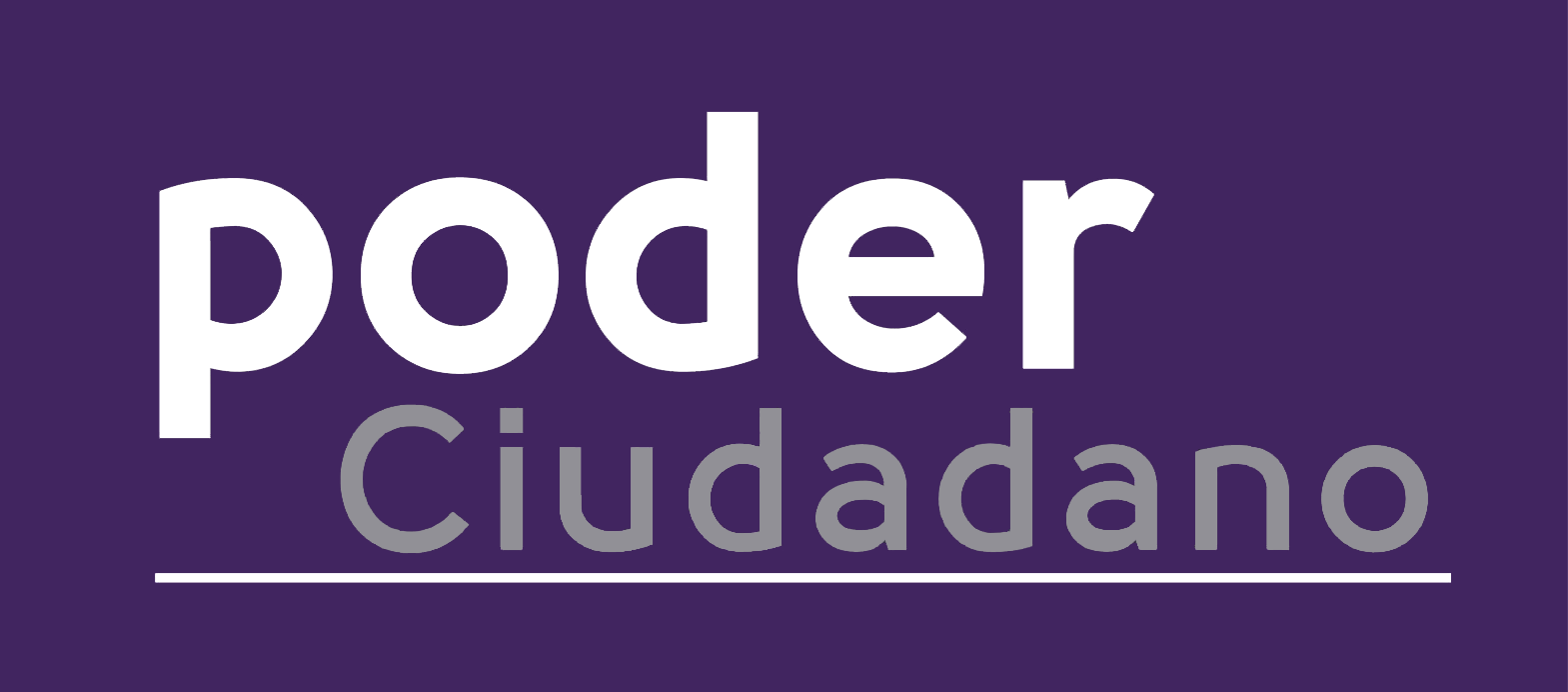
Poder Ciudadano
Izquierda Autónoma

Dentro de las propuestas presentadas por el partido se encuentran «disputar espacios y posicionar temas como el fin del modelo de las AFP, el feminismo, la diversidad y las disidencias sexuales, el mejoramiento en la calidad de la educación y el término del Crédito con Aval del Estado (CAE), y a una solución política para el conflicto entre el Estado y el pueblo mapuche en La Araucanía».

### Ingreso al Congreso
En abril de 2019, la militante Emilia Schneider Videla se convirtió en la primera presidenta transgénero de la Federación de Estudiantes de la Universidad de Chile (Fech), representando al partido y a su vez al Frente Amplio en dicha casa de estudios. Al mismo tiempo, tuvo presencia en la Federación de Estudiantes de la Universidad Austral de Chile, que estaba presidida por Fernanda Pérez.
El 14 de octubre de 2019 se incorporó a Comunes el Movimiento de Pobladores Ukamau, organización política que anteriormente había pertenecido y fundado el Movimiento Democrático Popular (MDP), también integrante del Frente Amplio, junto con la Izquierda Cristiana, el Movimiento Socialista Allendista y la Izquierda Revolucionaria Anticapitalista, y que agrupaba a las organizaciones que habían sustentado la candidatura de Alberto Mayol durante su precandidatura en las primarias de la coalición.
En el transcurso de las protestas sociales de 2019 Comunes fue uno de los partidos miembros del Frente Amplio que suscribió en el parlamento el Acuerdo por la Paz Social y una Nueva Constitución junto con Revolución Democrática, el Partido Liberal y de forma personal por Gabriel Boric. La firma del acuerdo fue rechazada por sectores internos e implicó la renuncia de la concejala de Copiapó electa por Poder Ciudadano, Paloma Fernández, entre más de 120 militantes en desacuerdo al rumbo tomado por Comunes y el FA.
En las primarias de gobernadores del Frente Amplio —realizadas en 4 regiones— el partido obtuvo la primera mayoría dentro de su coalición. En la primaria de gobernador de la Región Metropolitana el triunfo lo obtuvo Karina Oliva, consejera nacional del partido, quien se impuso con cerca del 40% de los votos al representante de RD, Sebastián Depolo.

### Crisis en el partido
Una investigación del medio de comunicación Ciper, reveló el 17 de noviembre de 2021 millonarios pagos, más específicamente $137 millones, a siete asesores en la campaña a gobernadora regional de la militante Karina Oliva —lo cual se enmarca en su campaña senatorial— en contexto de las elecciones parlamentarias de ese año, lo que destapó un escándalo en la coalición, ante lo cual el candidato presidencial de Apruebo Dignidad, Gabriel Boric, junto a otros líderes y partidos del Frente Amplio restaron su apoyo a Oliva y llamaron a no votar por ella, más tarde, Comunes también le restó su apoyo.  Esta denuncia involucraban directamente a varios dirigentes de la colectividad, incluido hasta el entonces presidente del partido, Jorge Ramírez —quien además es expareja de Oliva y padre de su hija—. Después de la denuncia, Ramírez renunció a la presidencia del partido y el Tribunal Supremo del partido decidió suspender la militancia de Oliva y Ramírez hasta nuevo aviso.
El escándalo fue tal, que el 19 de noviembre de 2021, a sólo dos días de las elecciones parlamentarias, La Unidad de Lavado de Activos de Carabineros de Chile con apoyo de otras unidades policiales, realizó un allanamiento a la sede del partido Comunes en Santiago Centro, el cual fue televisado y se realizó en el marco de la investigación de la Fiscalía Sur por el caso de Oliva. Este hecho fue criticado transversalmente por el mundo político, acusando violencia desmesurada e intervencionismo electoral debido a que el procedimiento se llevó a cabo a solo horas de las elecciones; además sectores de izquierda criticaron que no se haya realizado el mismo accionar con los partidos políticos de derecha cuando estos estuvieron involucrados en casos de corrupción.
El 12 de febrero de 2022, el Tribunal Supremo del partido oficializó la expulsión de Karina Oliva, junto con sus asesores de campaña, entorno cercano a la excandidata.
En mayo de 2022 el partido realizó sus elecciones internas, las que apuntaron a la «refundación» tras el escándalo de Oliva y Ramírez. El ganador de los comicios fue Marco Velarde, quien superó al alcalde de Macul, Gonzalo Montoya, que a su vez denunció supuestas irregularidades en el proceso. El 14 de octubre de ese mismo año un grupo de más de 200 militantes —liderados por el propio Montoya— renunciaron a Comunes, afirmando que la colectividad había perdido el rumbo en su rol como oficialista en el gobierno de Gabriel Boric debido "giro hacia el centro del gobierno". En diciembre de ese mismo año un grupo de 58 militantes, entre los que se destacó la diputada Emilia Schneider junto con las concejalas Yasna Tapia (Santiago) y Ka Quiroz (Maipú), anunciaron que dejarían el partido para trasladarse a Convergencia Social (CS).

### Proceso de unificación del Frente Amplio

Logotipo del Movimiento Unir.

Tras los buenos resultados del Partido Republicano en las elecciones de consejeros constitucionales, celebradas el 7 de mayo de 2023, dentro del Frente Amplio aumentó un proceso de debate sobre si la coalición debería avanzar en un proceso hacia la unificación de la coalición en un partido único. Comunes dio un paso al aprobar en su Consejo General "el avanzar hacia la consolidación de un proyecto histórico que represente al Frente Amplio. Con mucha generosidad convocamos a militantes e independientes a ser parte de esta construcción colectiva...", señalaba Marco Velarde, presidente del partido. En agosto de 2023, el Movimiento Unir cerró su último congreso y decidió unirse a Comunes, "en la necesidad de avanzar como FA hacia un partido único", manifestó el diputado del UNIR, Patricio Rosas.
El 28 de diciembre de ese mismo año, el Servel solicitó al Tricel la disolución del partido, acusando reiterados incumplimientos en los plazos de entrega de los balances y otros incumplimientos graves a la normativa de financiamiento público de partidos políticos. El partido fue disuelto oficialmente por el Servel el 14 de junio de 2024. En paralelo a ello, los otros dos partidos del Frente Amplio Convergencia Social y Revolución Democrática continuaron el proceso de fusión sin Comunes, fusión que se materializó con la fundación del Frente Amplio como partido político el 19 de abril de 2024, y su legalización el 1 de julio del mismo año.

## Ideología y principios pragmáticos

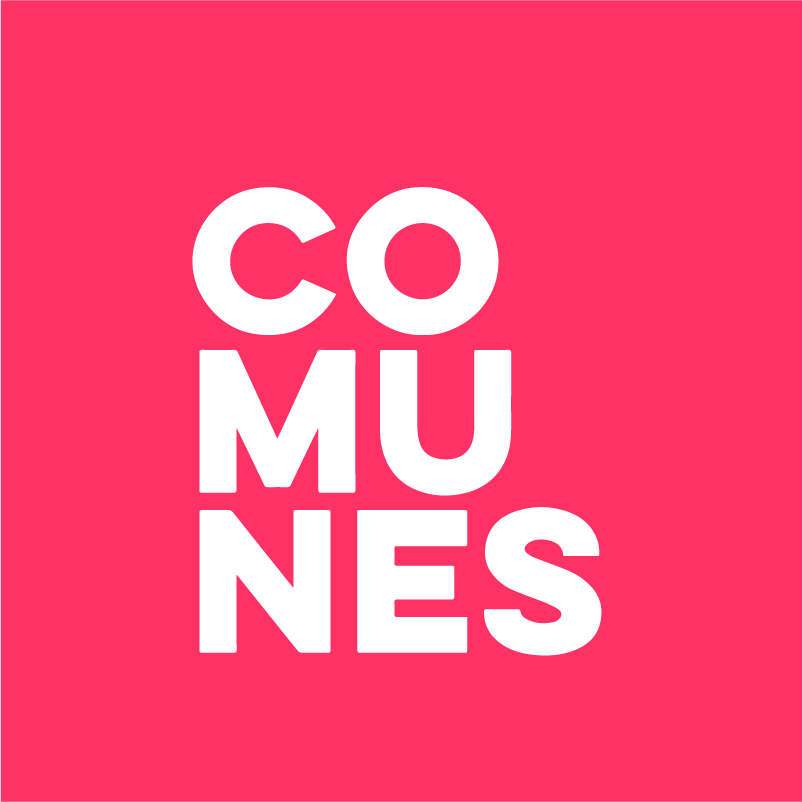
Logotipo alternativo utilizado por el partido desde 2023.

El partido postula el compromiso con la Democracia; el respeto, garantía y promoción de los Derechos Humanos; por las leyes que actúa desde los valores de la libertad y la igualdad; la construcción de una sociedad con una distribución territorial equilibrada del poder político. Asimismo, propicia un modelo de desarrollo social y ambiental sustentable; la preservación del medio ambiente para las generaciones futuras; y una democracia sana, transparente, republicana y ampliamente participativa.
Las tareas para “contribuir a abrir un nuevo ciclo histórico de ampliación y radicalización de la democracia”, desde el Frente Amplio y que constan en su Manifiesto titulado “Horizonte común: una democracia radical, feminista y popular”, son: inclinar el tablero político a favor de las mayorías y las fuerzas democráticas; promover la participación popular; superar el neoliberalismo; lucha por las demandas de la ciudadanía, entre otras, salud, educación pública y gratuita, un sistema de seguridad social solidario y fin a las AFP, garantía de los derechos sexuales y reproductivos, autonomía y territorio para el Pueblo Mapuche, etc; perspectiva feminista; fortalecimiento del Frente Amplio; y militancia para el cambio.

## Estructura
La organización interna de Comunes, según su estatuto, está constituida por un «órgano ejecutivo» con el nombre de directiva central; un órgano intermedio colegiado con el nombre de consejo general; y un Tribunal Supremo (TS). A nivel regional, se encuentran los siguientes órganos: un órgano ejecutivo llamado "directiva regional"; un órgano intermedio colegiado con el nombre de "consejo regional"; y un "Tribunal Regional". Asimismo, en cada provincia hay una "directiva provincial" y en cada comuna una "directiva comunal". La directiva central está integrada por un presidente; un secretario general; y un tesorero. En el acuerdo de fusión, se decidió que la presidencia del nuevo partido sería ejercida alternativamente por los conglomerados que lo integran.

### Mesa directiva
La primera mesa directiva luego de la fusión entre «Poder Ciudadano» y «Poder Ciudadano del Norte», quedó formada por Karina Oliva, como presidenta; Andrés Hidalgo Leiva, como secretario general; y Camila Ríos Puebla, como tesorera.
Posteriormente, la directiva central quedó integrada por Javiera Toro, en el cargo de presidenta y Jorge Ramírez, en la secretaría general.
Tras el término de la presidencia de Javiera Toro, el 25 de julio de 2020, asumió Jorge Ramírez, proveniente de Poder Ciudadano, en el cargo de presidente del partido. La secretaría general fue asumida por Carolina García y Nicolás Aldunate, como vicepresidente. Esta directiva se mantendría hasta las elecciones generales que se realizarían en diciembre de 2020.
Sin embargo, el 25 de julio de 2020, en proceso de renovación de los integrantes de los órganos partidarios, se realizaron las elecciones de las direcciones regionales, comunales y el consejo nacional.

#### Presidentes
| N°. | Titular | Titular               | Inicio                 | Fin                     |
| --- | ------- | --------------------- | ---------------------- | ----------------------- |
| 1   |         | Karina Oliva Pérez    | 20 de enero de 2019    | enero de 2019           |
| 2   |         | Javiera Toro Cáceres  | enero de 2019          | 25 de julio de 2020     |
| 3   |         | Jorge Ramírez Flores  | 25 de julio de 2020    | 17 de noviembre de 2021 |
| 4   |         | Ka Quiroz Viveros     | 1 de diciembre de 2021 | 16 de junio de 2022     |
| 5   |         | Marco Velarde Salinas | 16 de junio de 2022    | 14 de junio de 2024     |

#### Secretarios generales
| N°. | Titular | Titular                 | Inicio              | Fin                 |
| --- | ------- | ----------------------- | ------------------- | ------------------- |
| 1   |         | Andrés Hidalgo Leiva    | 20 de enero de 2019 | enero de 2019       |
| 2   |         | Jorge Ramírez Flores    | enero de 2019       | 25 de julio de 2020 |
| 3   |         | Carolina García Moggia  | 25 de julio de 2020 | 25 de julio de 2020 |
| 4   |         | Camila Rojas Valderrama | 25 de julio de 2020 | 6 de enero de 2022  |
| 5   |         | Doris González Lemnunao | 6 de enero de 2022  | 16 de junio de 2022 |
| 6   |         | Josefina Villar Araya   | 16 de junio de 2022 | 14 de junio de 2024 |

## Resultados electorales

### Elecciones presidenciales
|  | 25.83 % |

|  | 55.87 % |

### Elecciones parlamentarias
|  | 3,28 % |

|  | 3,69 % |

### Elecciones municipales
|  | 0,66 % |

|  | 2,17 % |

### Elecciones de consejeros regionales
| Elección | Votos  | % de votos      | Escaños |
| -------- | ------ | --------------- | ------- |
| 2021     | 95 144 | \| \| 1,55 % \| | 3/302   |
|          | 1,55 % |                 |         |

### Elecciones de gobernadores regionales
|  | 10,35 % |

|  | 28,67 % |

### Elecciones de convencionales constituyentes
| Elección | Votos  | % de votos      | Escaños |
| -------- | ------ | --------------- | ------- |
| 2021     | 91 532 | \| \| 1,60 % \| | 1/155   |
|          | 1,60 % |                 |         |

## Logotipos
|      |
| 2019 |

|           |
| 2019-2023 |

|           |
| 2023-2024 |